# Акбулак (Жетисайський район)
Акбула́к (каз. Ақбұлақ) — село у складі Жетисайського району Туркестанської області Казахстану. Входить до складу Кизилкумський сільського округу.
У радянські часи село село називалось отділення № 4 совхоза імені XX Партз'їзду, до 2021 року називалось — Кірово.
Населення — 169 осіб (2021; 194 у 2009, 279 у 1999, 90 у 1989).